# Alieta Monas Plejić
Alieta Monas Plejić (Pazin, 5. studenog 1951. – Rijeka, 12. ožujka 2022.) bila je hrvatska slikarica i likovna pedagoginja. Njezino djelovanje na kulturno-umjetničkom području zabilježeno je u Splitu i Pazinu. Početkom 1990-ih započinje jedinstvenu seriju izvedbi i svjetlosnih instalacija u javnom prostoru Splita, započinjući specifično umjetničko istraživanje pojma svjetlosti. Njezin je rad višestruko nagrađivan.

## Životopis
Alieta Monas Plejić rodila se u Pazinu 5. studenog 1951. godine ocu Vjekoslavu Monasu, zvanom Điđi, i majci Letiziji, rođ. Otocchian. U Pazinu je završila osnovnu školu te Hrvatsku gimnaziju 1970. godine. Diplomirala je likovnu umjetnost na Pedagoškoj akademiji 1972. godine, a 1977. godine završila je slikarstvo na Akademiji likovnih umjetnosti u klasi profesora Nikole Reisera.
Posvećena radu s djecom, Monas Plejić je 1990-ih godina osnovala dječji bijenale Ujedinjeni svijetli svijet. U Splitu je u Školi likovnih umjetnosti sve do mirovine 2013. godine predavala slikarstvo i crtanje. Bila je članica Hrvatskog društva umjetnika – Split. Umrla je 12. ožujka 2022. godine.

## Slikarstvo
Glavni motiv slikarstva Monas Plejić je svjetlost. Motivu se okreće početkom rata devedesetih godina kada je započela cikluse posvećene svjetlosti koji su se odrazili u izložbama i ambijentalnim instalacijama: Svjetlosni Peristil, u Dioklecijanovoj palači na Božić 1991. i 1997. godine, te Svjetlehem II. projektiran 2017. godine kojim je planirala osvijetliti dijelove Pazinske jame. Ciklusi vezani uz motiv svjetla su: Zidovi svjetlosti, Eppur e luce sopra d'ogni luce – Ipak je svjetlost, Eppur e luce sopra d'ogni luce – Ipak je svjetlost nad svjetlostima.
Glavne figure umjetničinog slikarstva bili su aktovi i portreti. Njezinu umjetnost inspirirali su Einstein, Dante i Dostojevski, a slike je posvetila pojedinim velikanima književnosti i umjetnosti: Tolstojeva soba, Tinova soba, Vidovićev atelje.
Značajnijim joj djelima pripadaju Žena na propuhu (1981.), Judita II. (1984.), Svijetli (2010.) te Sloboda vodi narod (2017.).

## Izložbe
Monas Plejić sudjelovala je na skupnim i samostalnim izložbama. Prvu samostalnu izložbu održala je u Pazinu 1979. godine. Samostalno je izlagala u Salonu Galić u Splitu 1982. godine i Galeriji Nova u Zagrebu gdje je izložila svoje radove osamdesetih.
U okviru 41. Splitskog salona „Ne posve izgubljeni jedni za druge” afirmirali su se vizualni radovi umjetnica koja promiču kompleksnosti feminističkih genealogija, produktivne dijaloge te uključivanje zelene i lokalne sadašnjosti. Izložba se održavala na više lokacija u Splitu među kojima su Salon Galić i Multimedijalni kulturni centar Split. Otvoreni postav Monas Plejić nalazio se pri samome ulazu u Multimedijalni kulturni centar. Uz četiri izložene slike ostavljena su četiri prazna uokvirena mjesta za radove kojima tek treba nadopuniti arhiv Monas Plejić.
Rad Monas Plejić bio je predstavljen u sklopu izložbe Vidljive 2023. i 2024. godine. Cilj je projekta osvijestiti nužnost na rodnu ravnopravnost te zastupljenost žena u umjetnosti. Od umjetničinih radova bili su izloženi Judita II., 1984. te Žena na propuhu, 1981. Oba umjetnička djela nastala su kombiniranom tehnikom.    

## Nagrade
Monas Plejić osvojila je nekoliko nagrada. Prvu nagradu, Povelja Ars Histriae VIII, dobila je u Rovinju 1982. godine. Slijedila je Nagrada Splitskog salona iste godine u Splitu. Godine 1984. u Rovinju osvojila je Diplomu Ars Histriae IX te Nagradu Grisia.